# 박경삼 (정치인)
박경삼(朴敬三)은 조선민주주의인민공화국의 정치인이다. 2003년에 11번째 최고인민회의에 참가했다. 

## 같이 보기
- 조선민주주의인민공화국의 정치